# デジタルペン

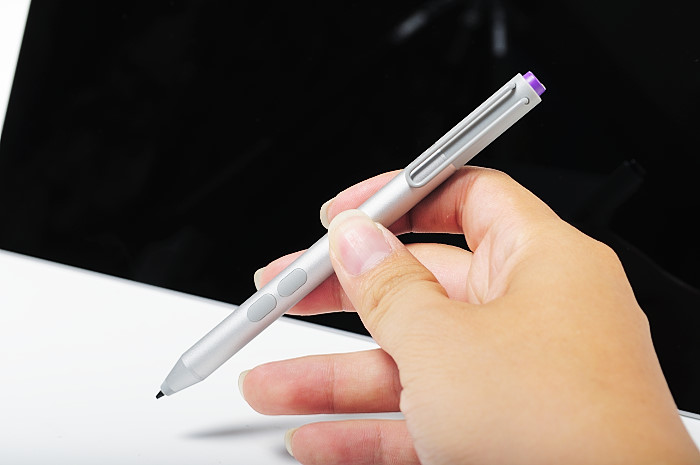
マイクロソフトのサーフェスペン（デジタルペン）

サムスン電子の折りたたみスマホと、S-Pen Pro（デジタルペン、手前）

デジタルペン（英語: Digital pen）は、手書きや筆運びをキャプチャし、「ペンと紙」で作成した手書きのアナログ情報をデジタルデータに変換し、さまざまな用途に利用できるようにする入力デバイス。このタイプのペンは通常、デジタルノートブックと組み合わせて使用されるが、データはさまざまなアプリケーションで使用され、単にグラフィックとして使用することもできる。
スマートペンはより具体的な用語。基本的な機能は同じであるが、音声録音やテキストスキャナーなど、その他の機能がある。スマートペンは一般に、アクティブペンよりも大きく、多くの機能を備える。デジタルペンには通常、内部の電子機器が含まれており、タッチ感度、入力ボタン、手書きデータを保存するためのメモリ、送信機能などの機能がある。

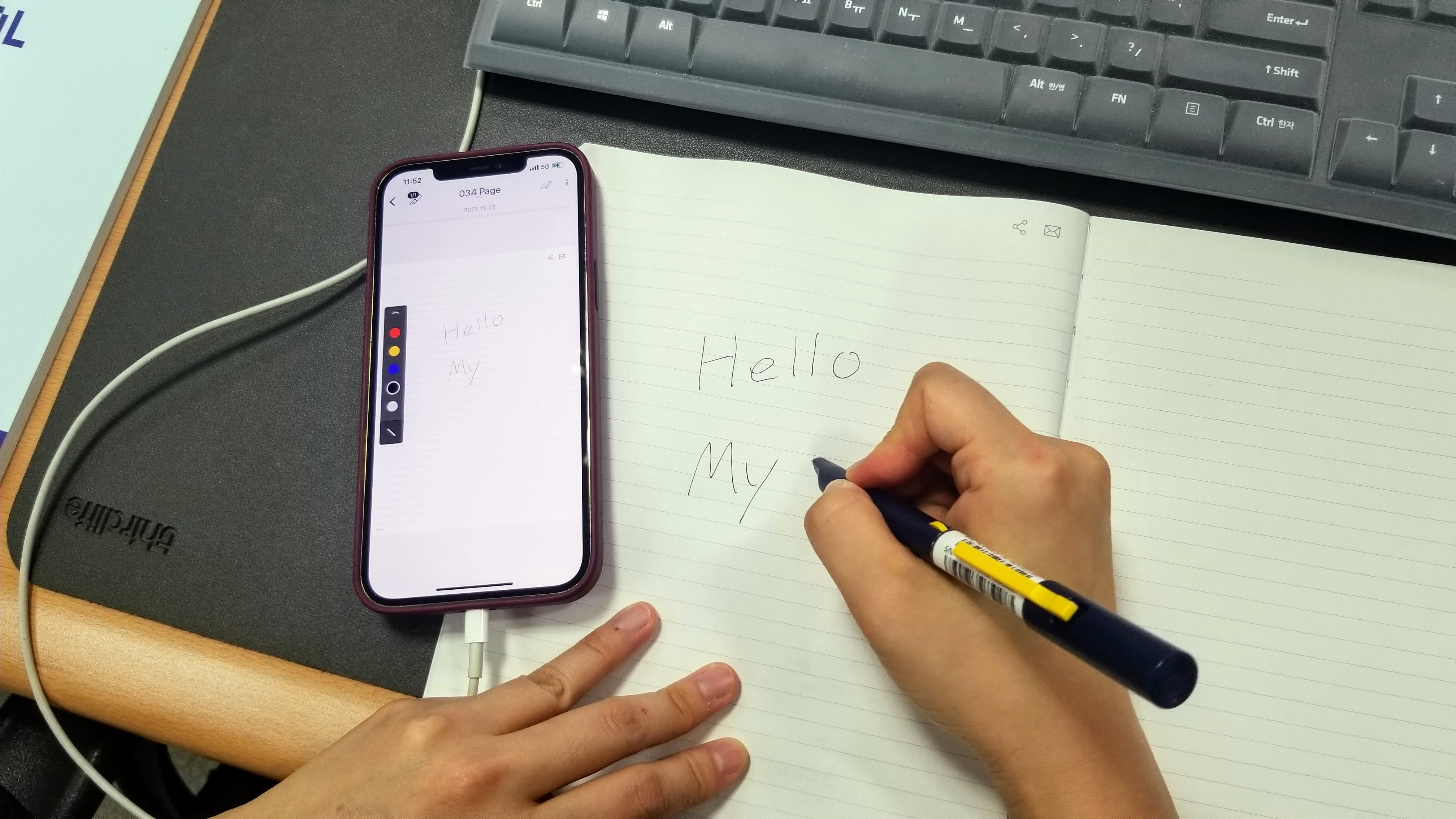
NeoLABのスマートペン

## 特徴
入力デバイスは手書きデータをキャプチャし、デジタル化されると、コンピューターにアップロードされモニターに表示できる。
一部のペンには、ユーザーがインテリジェントなディクテーションマシンとして使用できるデジタル記録デバイスが装備されている。たとえば、生徒が撮影中に教師の声を録音するために使用される。

## テクノロジーグループ

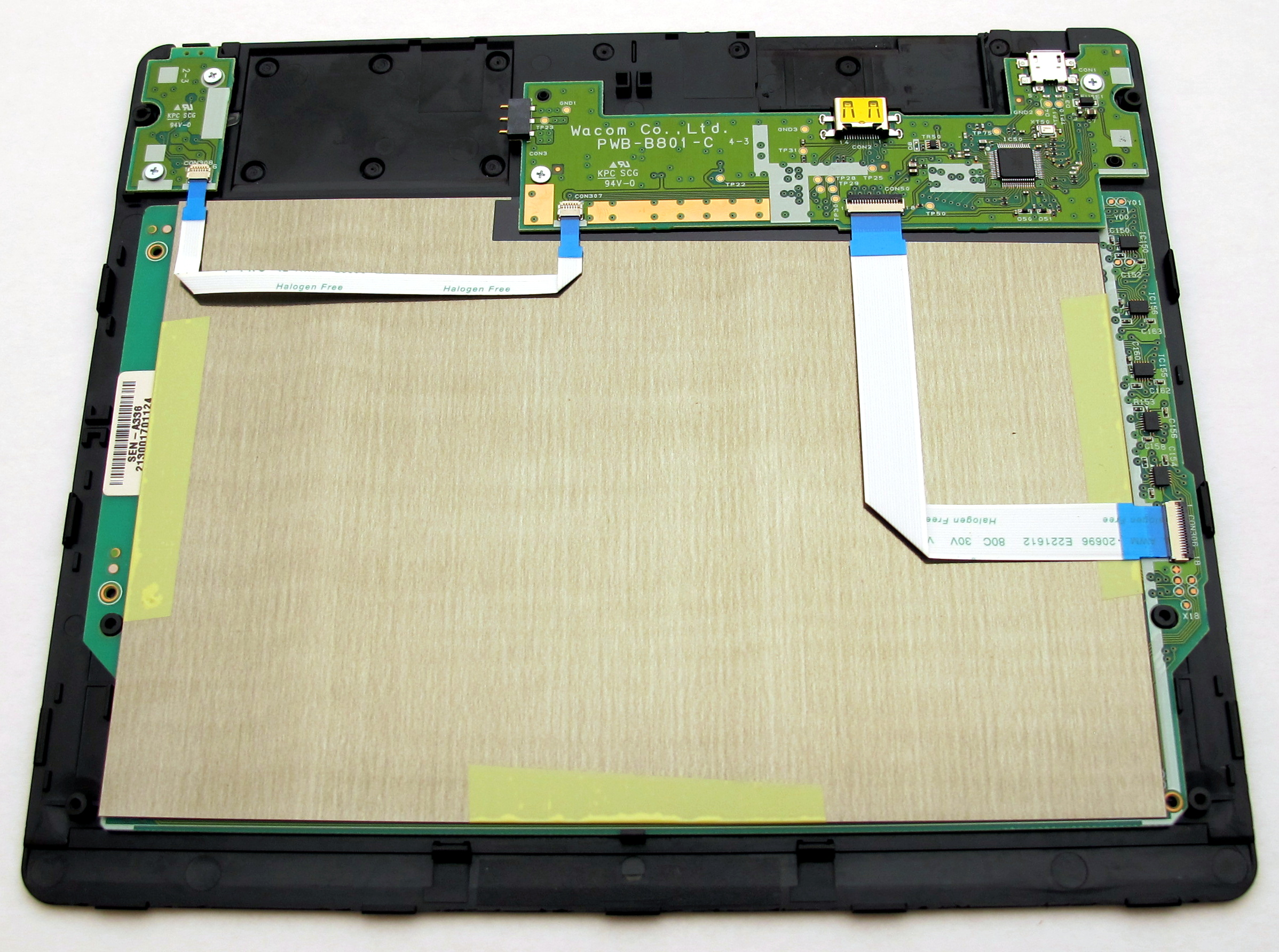
ワコムタブレットの内部画像。

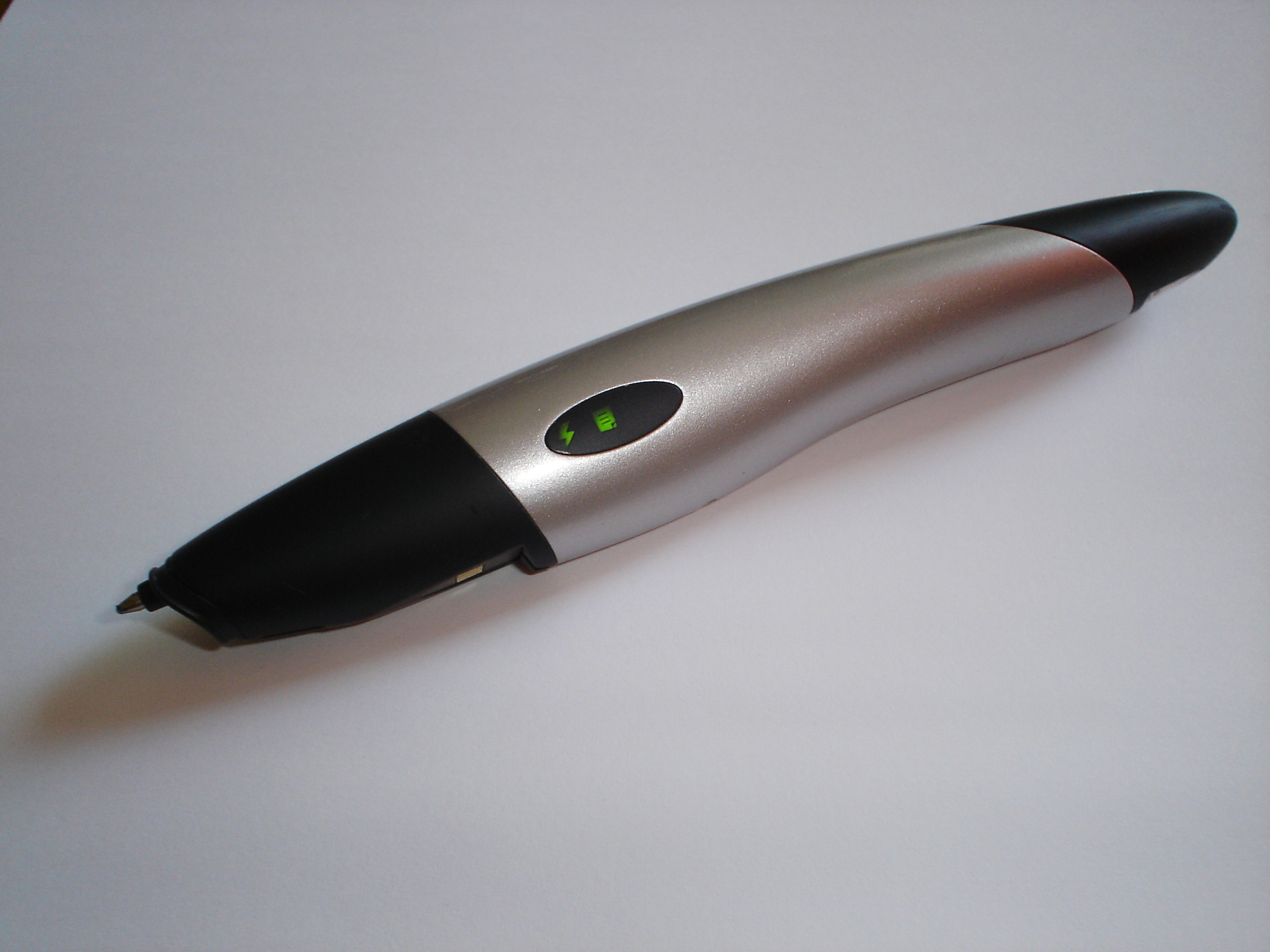
アノトの技術を採用したデジタルペン

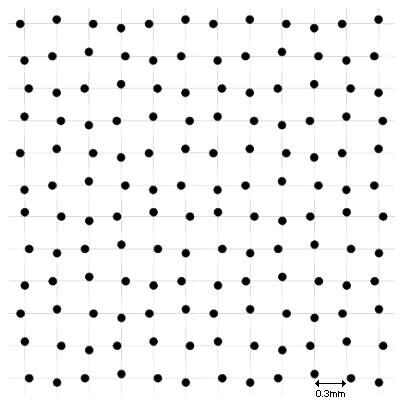
デジタルペーパーのドットパターン

### 加速度計
加速度計ベースのデジタルペンには、ペンの動きと筆記面との接触を検出するコンポーネントが含まれる。

### アクティブ
N-trigのDuoSenseペンなどのアクティブペンには、モバイルデバイスの内蔵デジタイザーによって信号が取得されコントローラーに送信される電子コンポーネントが含まれる。ペン位置、ペン圧力、ボタンの押下、およびその他の機能に関するデータを提供する。

### ポジショナル
位置ベースのデジタルペンは、書き込み中に先端の位置を検出する機能を使用する。一部のモデルは、ワコムによって普及したグラフィックタブレットや、ワコムのPenabledテクノロジーを使用したタブレットコンピューターで見つけることができる。

### カメラ
カメラベースのペンは、特殊なデジタルペーパーを使用して、NeoLABやAnotoテクノロジーを使用しているペンなど、スタイラスが筆記面に接触している場所を検出する。

### トラックボールペン
トラックボールペンは、ペンに配置されたセンサーを使用して、トラックボールの動きを検出する。